# Rapenburgerplein 1

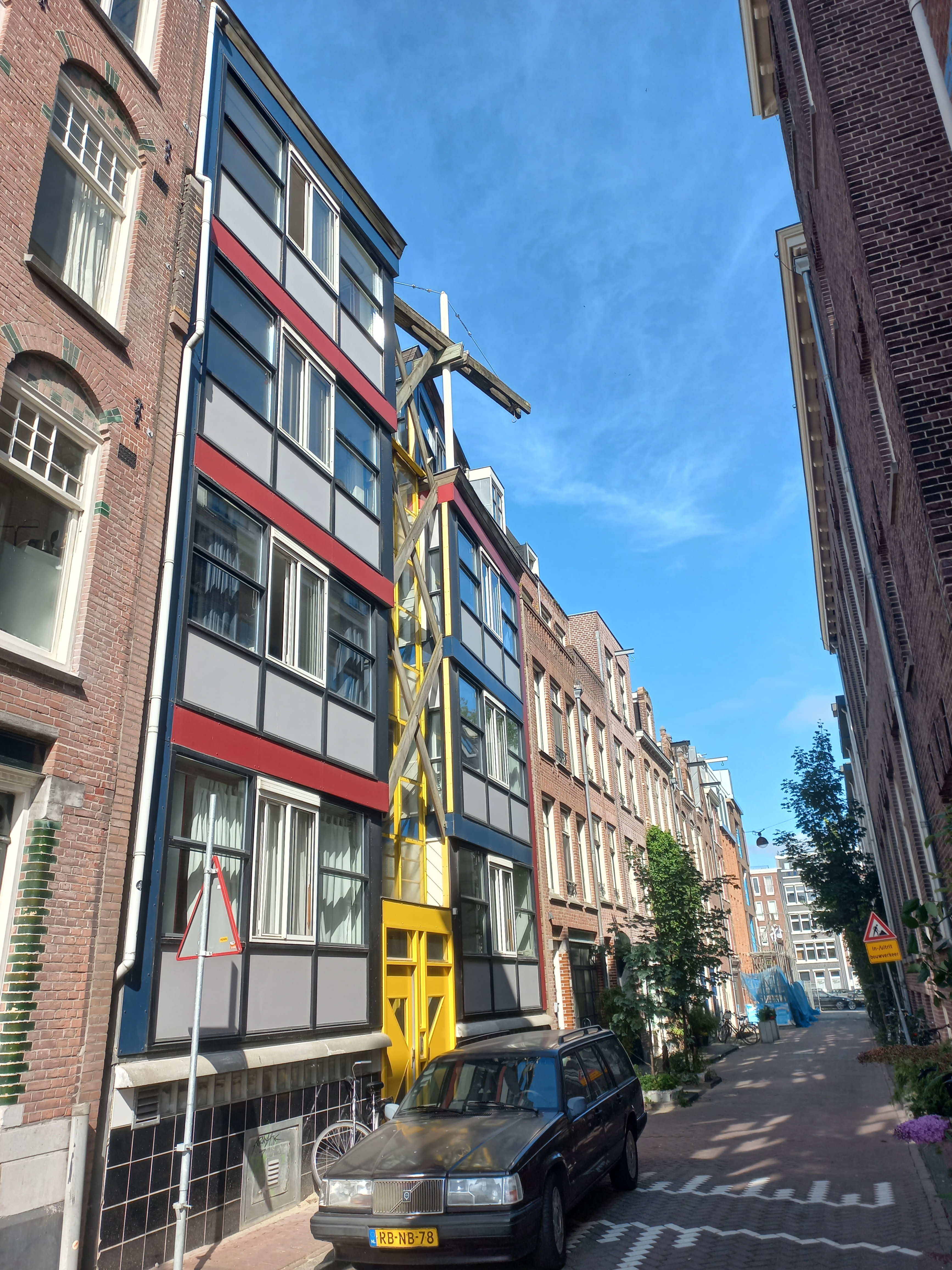
Belending Foeliedwarsstraat (juli 2025)

Rapenburgerplein 1 in Amsterdam is een gebouw op de hoek Rapenburgerplein en Foeliedwarsstraat in Amsterdam-Centrum.

## Geschiedenis
Het voormalige eiland Rapenburg maakt deel uit van een stadsuitbreiding in de 16e eeuw. Sindsdien is de indeling en bebouwing steeds aangepast aan de geldende eisen en verlangens van gebruikers. Dit betekende dat gebouwen afgebroken werden, er nieuwbouw plaats vond waarbij deze cyclus soms nog herhaald werd. Dat geldt ook voor dit hoekpand maar ook voor de belendende percelen.

## Rapenburgerplein 1
Volgens een verkoopannonce in De Telegraaf van 5 juli 1902 was hier een tapperij annex slijterij gevestigd.  De buurt stond er niet florissant bij toen, want regelmatig maakte de gemeente gewag van “onbewoonbaar verklaard”, zoals bij Rapenburgplein 2 en 3. De nieuwe eigenaar liet het gebouw op de hoek slopen en vroeg aan Jac. Bas (aannemer en/of architect) een nieuw gebouw op te leveren, vermoedelijk wederom een horecagelegenheid met bovenwoningen. Bas zette de ingang op de hoek (schuin hoektravee) en liet deze enigszins versieren met groen glazuurde bakstenen. Wat verder opvalt aan de entree is dat daarboven een erker begint die twee verdiepingen bekleedt en afsluit met een balkonnetje. Dit komt in de rest van de buurt nauwelijks voor en gemeente Amsterdam beschouwt het dan ook als oriëntatiepunt aan Schippersgracht, Nieuwe Herengracht, Kadijksplein etc. Die zelfde gemeente omschrijft het als een vrij druk uiterlijk van het gebouw met verticaal gerichte glaspartijen (hoogte groter dan breedte) met balkons tegenover een verticaal uiterlijk geaccentueerd door bijvoorbeeld de ijzeren draagbalken, gevellijsten en diezelfde balkons. Het geheel sluit af met een  afgeplat schilddak met dakkapellen en aan de pleinkant ook nog een topgevel; de hoek heeft een torentje. Het geheel is opgetrokken uit baksteen op een hardstenen plint. De uitvoering van de glaspartij (grote oppervlakten worden afgewisseld met raampjes) maken het drukke beeld compleet.  De gevel aan het plein is veel langer dan die aan de Foeliedwarsstraat.

Links van de toegangsdeur is de “eerste steen” in het hardsteen zichtbaar: 
De eerste steen gelegd door Antje Zeijlemaker oud 2,5 jaar; 7 juni 1909
Onder die eerste steen heeft Jac. Bas zijn gebouw “gesigneerd”. Van Jac. Bas is trouwens als ontwerper nauwelijks iets bekend.
Het gebouw werd in de loop der jaren tot gemeentelijk monument (206033) verklaard. Rond 2006 kreeg het wel een herstelde fundering, terwijl het een monument was.  Daarbij vond men reden in de architectuur (het gebouw is opvallend groot ten opzichte van de rest van het plein) en het cultuurhistorisch gebruik; een horecagelegenheid nabij sluis, brug en verkeersstromen. Voorts geldt dat er sinds de bouw nauwelijks iets gewijzigd is aan het uiterlijk van het gebouw waarvan de detaillering zorgvuldig is uitgevoerd.

## Omgeving
Het niet verbouwd zijn geldt niet voor het buurpand Rapenburgerplein 2 en 3; dat kreeg sinds de afgebeelde foto een compleet ander uiterlijk. Dat geldt extreem voor het gebouw Foeliedwarsstraat 80 dat direct volgt op Rapenburgerplein 1; het is een architectonisch experimenteel gebouw van Volkshuisvesting uit 1989. Andere blikvanger in de buurt is de Scharrebiersluis en het daarbij behorende brughuisje Rapenburgerplein 100, beide rijksmonument.